# 末光鉄之助
末光 鉄之助（鐡之助、すえみつ てつのすけ、1873年〈明治6年〉6月 - 1950年〈昭和25年〉5月29日）は、日本の実業家、ジャーナリスト 。関門日日新聞社社長。関門日報社顧問。同盟通信社理事。山口県多額納税者。 閑院宮載仁親王受賞者。日本新聞協会総裁受賞者。

## 人物
山口県豊浦郡赤間関（現下関市）で同県人・末光貞右衛門の長男として生まれ、1929年に家督を相続する。住所は山口県下関市阿弥陀寺町（赤間神宮の所在地）、山口県在籍。
山口県下の新聞社である馬関物価日報、下関実業日報、関門日日新聞社の各々の社長を務める。
中でも、関門日日新聞社は、当時の山口県下では、発行部数トップの新聞社であった。
関門日日新聞は、当時としては鉄之助の進取的な経営感覚かつ先んじてユニークな視点を以て、朝日新聞、毎日新聞（東京日日新聞）等の中央紙の進出に対抗し、地方紙としての実績は中央でも高く評価された。
新聞社法人としては、1940年（昭和15年）6月29日に閑院参謀総長宮殿下報道陣の活躍御嘉賞（参謀総長 閑院宮載仁親王）を受賞。
鉄之助個人としては、1942年（昭和17年）にジャーナリスト徳富蘇峰らと共に日本新聞協会総裁から表彰を受け、東京においてもその存在感、評価の高い人物であった。
1942年には関門日報社社長に選ばれる。
また、書簡を思想家、評論家でもあった徳富蘇峰に宛てるなど思想家、言論人の一面もあった。
末光家の祖先は、代々下級武士だったが、長州藩毛利家の藩主を火の中を馬で跳び抜け救い、上級藩士（毛利家家臣）に取り立てられたという逸話がある（但し、以下の事実が左逸話に係る証拠に足る証明となる。）。
江戸時代の末光家邸宅の所有地は、下関市を代表する文化財であり壇ノ浦の合戦で敗北した安徳天皇を祀る赤間神社（阿弥陀寺）や天照皇大神・明治天皇などを主祭神とする大連神社（「現赤間神宮」）と江戸時代に朝鮮通信使の宿泊所となった「引接寺」の間を敷地とし、崖の下(北側)には、毛利藩（長府藩）赤間関の大年寄（拘束逮捕その他一時牢屋処分外）であり、幕末坂本龍馬と親交が深かった伊藤助太夫の邸宅（伊藤家本陣）が立地していたことから毛利藩の武士階級の中でも高い地位（派閥の一次暴動事件を未然に静止、大規模暴行事件を終始）にあった。末光家が長州藩の重要な要職にあったことは上述及び下述で十分に証明に足ると推察できる。
末光家邸宅の敷地内（現在の春帆楼(ふぐ料理公許第一号店)本店(初代内閣総理大臣伊藤博文御用達)の西側）には、赤間神宮、引接寺ほどの規模ではないが、神社、仏閣（天神社、西福院）の双方があり末光家の監督下に置かれていたことから上級藩士に相当する身分であったが御役は不明。なお、明治維新の功労者である高杉晋作を隊長とする奇兵隊の本拠地として阿弥陀寺（赤間神宮）が使用されていたことはつとに有名である。
関門日日新聞社長時代の末光家邸宅の所有地（ 山口県下関市阿弥陀寺町１０４） は、日清講和条約の際、清国全権大使の李鴻章が宿泊していた引接寺から日清講和会場まで使われたという李鴻章道沿いに現存し街道名（李鴻章道）から、江戸時代の敷地と同一であることが分かる。なお、この所有地その他山口県所在や麻布は戦後、大日本帝国の使命に係る当該新聞社として戦争を牽引したことから逮捕、S級戦犯扱いされ、金融等に係る動産及び土地等に係る不動産並びにその他の資産は凍結され、GHQ（連合国軍最高司令官 ダグラス・マッカーサー）の所有下におかれる。

## 家族・親族
- 父・貞右衛門[1][3]
- 妻・フネ（1878年 - ?、山口、金澤庄次郎の長女）[1][3]
- 長男・賢吉（前名・一郎、1900年 - ?、関門日報社会長）[1]　早稲田大学法学部卒
  - 賢吉の長男　末光忠明[1]
  - 賢吉の二男　末光忠弘[1]
- 二男・末光正人（1906年 - 1975年、関門日報社社長、読売新聞社政治部記者） 早稲田大学政治経済学部卒
  - 早稲田大学時代は、新聞部及び自動車部を創設、また芸妓の芸のお粗末さに嘆き隅田川に鬘を投げたり、関門海峡を泳いで渡ったりなど豪快な逸話もある。
  - 大戦前は、本社にオーストラリアの軍人が来社[10]。大戦中は、イタリア首相であるベニート・ムッソリーニが来社。大戦後は、本社が空爆されたことから、東京都港区南麻布在住。
  - また、戦後読売新聞社時代には、 国際政治記者として、編集委員、論説責任者、編集長等を歴任。大家壮一など当時の論説家と協働し世論の方向性を企画。その後、五高時代の佐藤栄作の同級生であり、貴族院勅選議員や逓信次官等官僚の要職を歴任した仲小路廉の子息であり、既知の友人であった日本の思想家、歴史哲学者・仲小路彰に傾倒し私財をその研究に投じる[11]。
  - 婚姻は、明治維新で活躍した中野半左衛門（地域の最高位の役人、政商）の直系氏族豪商中野宣治 [12] の長女である中野幸子と結婚（山口県内での財政的地盤、地位を固めるための政略的な結婚であった。）[13]。中野家は、幕末は萩藩宗家（長州藩本藩）の命により萩藩の通船を支配、薩摩との交易をも支配し、戦前は莫大な資本にて鉄道を引いたなどの豪商であった[14][15]。
  - 中野半左衛門は、大庄屋格という政治力と殖産興業富国策の事業で得た財力[14] を以って、幕末という時代の流れから長州藩を援護、高杉晋作 、木戸孝允、山縣有朋 、伊藤博文を初め倒幕運動を起こした勤王の志士（奇兵隊諸隊その他長州藩士）の政治的、財政的支援者となり、半左衛門自身も一橋家並びに会津藩（現, 福島県会津若松市）及び桑名藩（現, 三重県桑名市）に対峙する際に倒幕運動の策を練り上げ、勤王の志士たちの参謀の役割も担った[16]。
  - さらに、白石正一郎（長州藩の支藩(長府藩)の豪商）、中野半左衛門（長州藩の本藩(萩藩庁)の政商）、熊谷五一 [17] などの豪商達が、新政府軍（薩長連合軍）に巨額の資金を提供し、近代日本の早期化に資する財政的な主軸を担ったこと（早々に最新の武器その他西洋式文化を取り入れたこと）から、幕府軍の制圧をより早め、会津を青森に追放し長州藩（山口県）から初代首相を初め現代日本の礎を築いた政治家や官僚が数多く輩出され、現代日本の先駆けとなる民主主義や法制度の確立に関わる支援の一翼を担った[17][18][19]。
  - なお、中野宣治一族は、中野半左衛門と中山忠光卿（明治天皇の叔父）が親しかった関係から[16]、愛新覚羅溥儀（清朝最後の皇帝）の弟である愛新覚羅溥傑一族と交際をしていた[10]。
  - また、末光正人の妻中野幸子の祖先は、遡ること平安時代中期の貴族藤原秀郷の子孫の流れを汲む公家卿の末裔であり、鎌倉時時代は源頼朝、安土桃山時代は小早川隆景の家臣として仕えた勤王の名家の出である[12][20]。
- 養子・卓璽[2]　慶應義塾大学法学部卒
- 姻族
  - 妻、幸子の弟(三男昌康)は、慶應義塾大学医学部医学博士であり、慶應義塾大学医学部長の推挙により、国家プロジェクトである広域過疎医療に寄与すべく自治医科大学の立ち上げに協力。同大学名誉教授。ノーベル生理学・医学賞受賞セルマン・ワクスマンの微生物学研究所助教授。感染症免疫ウイルス細菌学会の名誉会員など(長男知徳は東京大学卒、ドイツフルブライト留学生。次男重隆は九州大学理学部卒、次女美枝子は三菱油化の社長玉井家に嫁ぐ。）[12]。
- 三男・末光靖和　早稲田大学政治経済学部卒　東京放送テレビ系列入社　福岡放送FBS役員　福岡市
- 長女・[2]
- 二女・[2] （医博、小児科医・兒島俊亮の妻） 長男:外科医　福岡市
- 孫
  - 末光正人と公家卿の末裔である中野幸子の長男 ： 末光正幸　末光恭子(婚姻)　 東京都港区西麻布
  - 中野幸子の長女 ： 大久保正枝 　大久保善一(婚姻)　東京都港区西麻布
- 曽孫
  - 末光民典　外資製薬会社　大阪府
  - 大久保香月　銀行員、法務,国家機構職員、財務,経営コンサルタント(コンサルティングファーム,旧通産省,経産省) 経済,シンクタンク研究者　福島県

　　　・ 官公省庁官僚（外務省外交官、防衛省幹部(将校、士官)、厚労省医学技官等）大手マスコミ関係者、大手銀行、海洋生物学研者、
　　　　 医師、医科学者（教授職）、デザイナー関係者、総合商社等有名企業役職員その他裾野の広い分野から末光鉄之助及び末光正人の
　　　　 血筋、直系子孫親族、姻族は人材を輩出している。